# Kálium-polonid
A kálium-polonid a polonidok közé tartozó stabil vegyület, képlete K2Po.

## Tulajdonságai
Termikus stabilitása kisebb, elektronaffinitása pedig nagyobb, mint a kálium-telluridé (K2Te).

## Előállítása
Fém kálium és hidrogén-polonid vizes oldatának reakciójával lehet előállítani:
H2Po + 2 K → K2Po + H2
Elő lehet állítani kálium és polónium keverékének 300–400 °C-on történő hevítésével is. Magasabb hőmérsékleten a reakció megfordulhat.

## Kristályszerkezete
A nátrium-polonidhoz hasonlóan antifluorit rácsban kristályosodik.

## Fordítás
Ez a szócikk részben vagy egészben  a   Potassium polonide című angol Wikipédia-szócikk ezen változatának fordításán alapul.  Az eredeti cikk szerkesztőit annak laptörténete sorolja fel. Ez a jelzés csupán a megfogalmazás eredetét és a szerzői jogokat jelzi, nem szolgál a cikkben szereplő információk forrásmegjelöléseként.